# Cavite
Cavite, informalmente Cavite El Nuevo, es una ciudad de la provincia filipina del mismo nombre. Ocupa una península con forma de anzuelo en la bahía de Manila. Anteriormente la ciudad era la capital de la provincia. La isla histórica de Corregidor y las islas adyacentes y las islas aisladas del Caballo, de Carabao, de El Fraile y de La Monja, que se encuentran en la boca de la bahía de Manila, son una parte de la jurisdicción territorial de la ciudad. Según el censo de 2007, Cavite tenía 104 581 habitantes en un área de 20,80 km².
Cavite fue el sitio de envío entre La Nueva España y Filipinas y, por lo tanto, muchos Españoles se establecieron en Cavite. Los Españoles de La Nueva España no fueron los únicos hispanoamericanos en Cavite, ya que también había un buen número de otros hispanoamericanos, uno de esos casos fue el puertorriqueño Alonso Ramírez, quien se hizo marinero en Cavite y publicó la primera novela hispanoamericana titulada "Infortunios de Alonso Ramirez"
Cavite es una de las tres zonas de Filipinas (junto a Zamboanga y Basilan) donde se habla como lengua materna el chabacano (lengua criolla del español).
La ciudad es conocida debido a que durante la guerra hispano-estadounidense (1898) tuvo lugar en sus cercanías la batalla naval de Cavite, que se saldó con una victoria de la Armada de los Estados Unidos y la pérdida de todos los buques con base en Filipinas de la Real Armada Española.